# Polluted Inheritance
Polluted Inheritance was een Nederlandse deathmetalband die ontstaan is in 1989 uit Sacrament (Van Wijck and De Fouw) en Pollution (Camonier and Wesdorp). De band werd kort daarna uitgebreid met Hoorman als zanger. Ze namen een demo op Afterlife in 1991 die tot een overeenkomst met West Virginia Records leidde. Ook speelde ze in het begin covers van o.a Sepultura en begonnen daarna eigen nummers te schrijven. Desondanks verliet Hoorman de band en nam Camonier de zang over. Het album Ecocide is opgenomen en uitgegeven in 1993. Helaas gaat het label daarna bankroet en Polluted Inheritance staat weer zonder contract.
Ze nemen een tweede label op met de eenvoudige titel Demo 94 om aandacht te trekken van record labels. Dit lukt; DSFA tekent de band en ze nemen een tweede album op Betrayed, dat in 1996 wordt uitgebracht; hierna volgt een tour met Orphanage. DSFA is niet tevreden met de technische en complexe muziek van de band en verbreekt het contract.
Teleurstelling leidt tot een periode van weinig activiteit waarna in 2001 de band een nieuw contract tekent, ditmaal met het kleine Belgische label RokaRola. De Fouw verlaat de band na de opnames van het nieuwe album. Hij wordt vervangen door Vrieswijk. Dezelfde technische en complexe muziek vormt hun derde  album, Into Darkness, welke in 2001 wordt uitgebracht.
In 2007 speelde Polluted Inheritance in het Trix (muziekcentrum) samen met trash legends Testament (band). Het jaar daarna ging de band definitief uit elkaar.

## Discografie
- Afterlife (demo, 1991)
- Ecocide (CD, 1993)
- Demo 94 (demo 1994)
- Betrayed (CD, 1996)
- Into Darkness (CD, 2001)

## Laatste bezetting
- Friso Van Wijck - Drums
- Erwin Wesdorp - Guitar
- Ronald Camonier - Guitar, Vocals
- Steven Vrieswijk - Bass

### Voormalige bandleden
- Menno de Fouw - Bass
- Jean-Paul Hoorman - Vocals